# ك. إي. فورسيث
ك. إي. فورسيث (بالإنجليزية: C. E. Forsyth)‏ هو سياسي أمريكي، ولد في 23 نوفمبر 1849 في بنسيلفانيا في الولايات المتحدة، وتوفي في 31 يناير 1933 في واشنطن في الولايات المتحدة. حزبياً، نشط في الحزب الجمهوري.